# Josef Bureš (malíř)
Josef Bureš, křtěný Josef Alois Norbert (5. června 1889 Chrudim - 5. června 1969 Domažlice), byl český malíř, portrétista.

## Život
Narodil se v Chrudimi v rodině kontrolora obecních důchodů Josefa Bureše a jeho ženy Leopoldiny roz. Roznotínské. Josef měl čtyři sourozence, staršího bratra Jana (* 1888) a mladšího Jaroslava (* 1891), dále sestru Alžbětu (* 1893) a bratra Zdeňka. Kolem roku 1897 se rodina přestěhovala do Prahy, kde se narodil Josefův nejmladší bratr Julius.
Do základní školy nastoupil v Praze, patrně na Královských Vinohradech a v další výuce pokračoval na Reálném gymnáziu, kde v roce 1907 školu absolvoval. Pro svůj nesporný malířský talent navštěvoval soukromou výuku v letech 1907/08 u malíře K.Reisnera a v následujícím roce absolvoval opět soukromě školení u malíře K.Raška. V dalším studiu pokračoval na pražské malířské akademii, kde v letech 1909/10 absolvoval II. ročník všeobecné školy u prof. V. Bukovace a následně absolvoval dva ročníky 1910/11 a 1911/12 speciální školy prof. H. Schwaigra. Po Schwaigrově úmrtí roku 1912 pokračoval speciální školou u profesora R. z Ottenfeldů v zimním semestru 1912/13, kde i akademii ukončil.
V únoru roku 1918 se v Drahenicích oženil s Annou Jůzkovou a od roku 1925 působil na Chodsku. Delší dobu žil v Klenčí, kde vytvořil svá stěžejní díla jako např.„Hrnčené bába“, „Sedící žebrák“ a „Dudáci“ aj. Zbytek života prožil v Domažlicích, kde se spřátelil se sochařem V.Amortem a malířem J.Šebkem. Zemřel v Domažlicích, v den svých osmdesátých narozenin 5. června roku 1969.
Josef Bureš se věnoval portrétní malbě, zobrazoval rázovité postavy z chodských vesnic a z Domažlic. Vytvořil portréty domažlických starostů a ředitelů spořitelny, pro muzeum v Klenčí namaloval podobiznu J.Š.Baara a podobizny J.Jindřicha, B.Hezké a V. Amorta. Mezi jeho nejoblíbenější chodské modely patřila tzv. Hrnčená bába-Marie Štefaničová, což byla postava z Baarova díla a posloužilo za námět stejnojmenného obrazu z roku 1934.